# Бульба Володимир Борисович
Бульба Володимир Борисович (17 березня 1986 — 8 березня 2023, поблизу Золота Нива, Донецька область) — співзасновник мережі приватних музичних «Рок шкіл».

## Біографія
Закінчив НТУУ «КПІ ім. І.Сікорського», вчився на програміста.
Після закінчення університету Володимир, разом із другом Назаром Вороною, братом Юрієм та подругою Галиною Дубовик, створили вебстудію «Вебательє». Через глобальну фінансову кризу змушені були закритися. Після цього Володимир кардинально змінив діяльність, влаштувавшись у компанію «Музторг». Там долучився до організації музичних івентів, допомагав з організацією рок-фестивалів.

### Рок Школа
2012 року заснував першу в Україні «Рок Школу» для дітей та дорослих. Володимир з дружиною вклали в цю ідею свої кошти, які відкладали на весільну подорож. Джерелом натхнення був бродвейський мюзикл «Школа року» (School of Rock) за мотивами однойменного фільму з Джеком Блеком у головній ролі, а також попередня робота у «Музторгу».
У 2014 році, на фоні російської агресії, разом з дружиною перейшли на спілкування лише українською мовою, хоча до цього був російськомовним. Став брати на роботу переселенців із Донецька та Луганська.
З 2015 року започаткував Rock Camp — дитячі табори під час канікул.
З 2016 року «Рок Школа» на чолі з Володимиром розпочала конкурс шкільних рок-гуртів School Bands Battle. У журі — відомі українські музиканти та представники індустрії, призи від спонсорів, і головне — справжня сцена для рокерів-початківців.
У 2019 році Володимир придумав та запустив у межах Rock School проєкт «Співай українською», де учні, викладачі школи та гості — відомі музиканти — наживо виконують кавери світових хітів в українському перекладі.
У вересні 2021 року завдяки Володимиру Бульбі, відомий бродвейський мюзикл School of Rock зазвучав українською на сцені Київської опери.

### Російське вторгнення
З першого дня широкомасштабного вторгнення РФ до України Володимир активно займався волонтерством, розвозив коктейлі Молотова. Згодом відвіз сім’ю у безпечне місце в Київській області. Прийшов до ТЦК добровольцем. 11 березня 2022 зміг потрапити до складу 26-го окремого стрілецького батальйону. Служив в польовому вузлі зв'язку. Forbes включив його до переліку 209 підприємців, що пішли на війну.
Сприяв розвитку військової аеророзвідки та паралельно зі службою в ЗСУ активно працював в багатьох волонтерсько-мистецьких проєктах.
Загинув під Вугледаром 8 березня 2023 року, коли вирушив перевіряти камери, міняти в них акумулятори. Росіяни вистежили його та накрили артилерією.

## Бізнес
На 2023 рік діяли 4 «Рок Школи» у Києві й одна в Броварах.

## Нагороди та відзнаки
- Орден «За мужність» ІІІ ступеня (16.05.2023, посмертно).[8]

## Спогади про Володимира Бульбу
| Ти — мій Брат по зброї. Ти — мій Побратим на культурному фронті. Саме завдяки тобі Бродвейський мюзикл „School of Rock“ з'явився на підмостках Київської опери. Саме завдяки тобі він зазвучав українською… Це було по-справжньому. Ти був справжній… Ти проростеш музичним полем України. Ти лунаєш голосами сотень дітей та підлітків. Ти не мав загинути. Ти — Людина з великої літери. Вічна пам'ять, Герою! |
| — ведучий Radio ROKS та український військовослужбовець Ілля Ярема. |

| 9 березня ми дізнались, що Володимир Бульба загинув у бою за Україну. Його життєве мотто: „Все, що ти робиш, має бути та корисним, і цікавим“. Не дивно, що саме так формулює задачу людина, що заснувала мережу музичних шкіл „Rock School“, через яку пройшли й проходять тисячі дітей. Це — величезний обрій для дітей і дорослих, що розвинули свої таланти й повірили в себе завдяки захопленій і самовідданій праці Володимира. З початком повномасштабного вторгнення він так само самовіддано поринув в інший вид діяльності — захист України. Дякуємо за Чин. За світло, яке ти залишив по собі. Сил родині пережити втрату. |
| — видавництво «Zалізний Тато». |

### Інтерв'ю
- Інтерв'ю з франчайзером: Володимир Бульба, проект Rock School // franchise-capital.com